# François Lenormant
Pour les articles homonymes, voir Lenormant.
François Lenormant, né le 17 janvier 1837 à Paris où il est mort le 9 décembre 1883, est un helléniste, assyriologue et archéologue français.

## Biographie
Charles-François Lenormant est né le 17 janvier 1837, fils de l'égyptologue Charles Lenormant et d'Amélie Cyvoct (1803-1893), nièce et fille adoptive de Juliette Récamier (1777-1849).

### Formation professionnelle
François Lenormant, dont les parents sont tous les deux auteurs de nombreuses publications, grandit dans un environnement qui le pousse très jeune à d’exigeantes études. Charles Lenormant, avait, à l’ouverture d’un de ses cours, évoqué ce qui représentait pour lui l’archéologue idéal. Celui-ci serait un homme « ne s’arrêtant pas aux étude classiques, élevé au milieu des monuments aussi bien que des livres, ne négligeant aucune des branches de la philologie ou de l'histoire, s'initiant d'un côté aux parties les plus neuves de l’archéologie par l’intelligence des écritures de l'Égypte et de l’Orient, et, de l’autre, se rompant aux problèmes les plus ardus et les plus délicats de la connaissance de l'antiquité, par la complète possession de la science numismatique ». C’est cette voie qu’il trace pour son fils, qui s’y engage sans réticence. François Lenormant fait preuve d’une grande précocité : à 14 ans, il publie un article dans la Revue Archéologique, une étude intitulée « Lettre à M. Hase sur des tablettes grecques trouvées à Memphis », qui lui permet de décrocher une bourse d'études. Son père, qui travaille au Cabinet des médailles et antiques, l’initie tôt à ses propres recherches et le fait suivre des études, notamment les cours de Jules Oppert à l'École nationale des langues orientales. En 1857, à 20 ans, il est primé par l'Académie des inscriptions et belles-lettres au concours de numismatique pour son catalogue descriptif d’une collection privée de monnaie. La même année, il obtient sa licence en droit. Outre la théorie, François Lenormant ne délaisse pas la pratique de terrain. Il voyage tôt, par exemple avec son père au Royaume-Uni en 1855 ou en Italie en 1858. En 1859, ils partent ensemble pour la Grèce, et y visitent le site d’Éleusis, mais Charles Lenormant décède pendant le voyage.

### Mariage et mort
En 1871, il épouse Édith de Châtillon.
En 1882, il contracte une maladie en Italie qui le contraint à rentrer en France et provoque sa mort un an plus tard.

## Travaux

### Principales contributions
En 1860, à 23 ans, il retourne à Éleusis mais cette fois pour mener des fouilles archéologiques . Sa mère l’y accompagne et elle correspond régulièrement avec le proche ami de son défunt époux, le Baron Jean de Witte. Elle décrit notamment leur voyage. Avec la collaboration de Jean de Witte, il fonde la Gazette archéologique : recueil de Monuments pour servir à la connaissance et à l'histoire de l'art antique.
En juin 1860, il délaisse temporairement ses fouilles à Éleusis et part pour la Syrie afin, peut-être, de soutenir les chrétiens alors victimes de massacre au Mont Liban et en Syrie. Il en rapporte plusieurs témoignages et y reste jusqu'à l'arrivée de la délégation française, en août 1860. François Lenormant fait en outre partie, au mois de mars 1861, du Comité pour les Chrétiens de Syrie, qui envoie au Sénat une pétition en faveur de ces derniers.
En 1862, il est nommé sous-bibliothécaire de la Bibliothèque de l’Institut de France, il le reste jusqu’en 1872. Il est alors un homme de science reconnu, en particulier à l’étranger et spécialement en Italie. À partir de 1865, François Lenormant, en marge de ses études sur l’antiquité classique, se tourne vers les antiquités orientales. Il est un des premiers à reconnaitre dans les écritures cunéiformes l'existence d'une langue non sémite qu'il nomme akkadien, mais depuis connue sous l'appellation de sumérien. Son ouvrage Monnaies et Médailles demeure une référence en numismatique antique et est traduit en plusieurs langues. Les fouilles d’Éleusis de 1860 constituent également la base de nombreuses publications. Il voyage une dernière fois en Grèce en 1866 à l'occasion d'une mission géologique à Santorin.

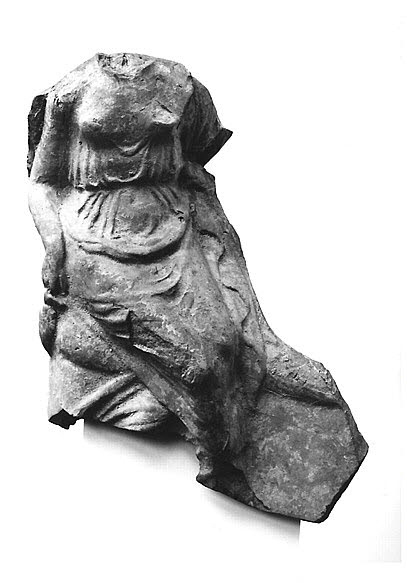
Figurine du Banquet de Tarente, 1er quart du ,Tarente, conservée au musée du Louvre

En octobre 1869, il part plusieurs mois pour l’Égypte et publie les recherches archéologiques qu’il y mène. Lors de son voyage, il assiste le 16 novembre 1869 à l’inauguration du Canal de Suez, invité alors par le pouvoir impérial dans le cadre de ses fonctions à l’Institut.

### Fin de carrière
En 1874, il est nommé professeur d'archéologie à la Bibliothèque nationale, il le reste jusqu'à sa mort. Au XIXe siècle, l'archéologie est une jeune discipline dont l'enseignement dépend de la Bibliothèque Nationale, notamment du Cabinet des médailles, sous la forme d'une chaire d'archéologie. Il publie encore en 1881 un Manuel d'histoire ancienne de l'Orient, jusqu'aux guerres médiques, bien reçu par la critique et traduit en plusieurs langues.
De 1879 à 1883, il entreprend un voyage d'étude en Grande Grèce (Italie du sud). Il entreprend des fouilles dans cette partie de l'Italie encore peu explorée. À Tarente, il découvre un important site de céramiques. Par ses fouilles personnelles, il constitue une collection de 800 pièces qu'il vend au musée du Louvre et qui constitue la collection connue sous le nom de Banquet de Tarente. Il s'agit de figurines en terre cuite datées entre 530 et 200 av. J.C. et représentant pour la plupart des personnages installés allongés en position de banquet.

## Controverses sur l'authenticité des découvertes de François Lenormant

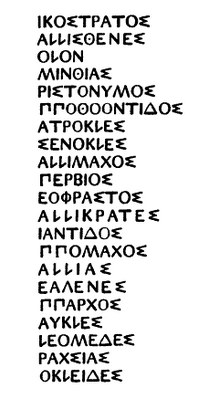
Fausse liste de morts attiques inventée par François Lenormant.

Certaines de ses découvertes sont néanmoins à considérer avec prudence. En 1854, alors qu'il était âgé de 17 ans, il s’illustre lors de « l'affaire dite de la Chapelle-Saint-Eloi ». Le 25 octobre 1854, son père Charles Lenormant présente devant les membres de l'Institut de France une découverte que lui et son fils venaient de faire alors qu'ils séjournaient dans leur maison de campagne près de la Chapelle-Saint-Eloi, nom moderne d'un ancien prieuré de l'abbaye du Bec, désigné auparavant sous le nom de Saint-Lambert-de-Nassandre ou Malassis (commune de Fontaine-la-Sorel, canton de Beaumont-le-Roger, arrondissement de Bernay, Eure). Il s’agirait d’un antique village, comprenant un cimetière mérovingien, un baptistère, un grand nombre d'antiquités, où figureraient des inscriptions chrétiennes en latin et des « runes franques » comprenant des références chrétiennes (le nombre d'inscriptions runiques transcrivant le francique est en réalité extrêmement rare, et il semble que les seules occurrences reconnues de runes franques soient l'inscription Bergakker et la boucle Borgharen). Ces découvertes surprennent d’abord puis laissent perplexe la communauté scientifique de l’époque. La « Société libre d'agriculture, sciences, arts et belles-lettres de l'Eure » dénonce ce qu’elle estime être une supercherie des Lenormant. Plusieurs voix mettent en doute ces découvertes qui paraissent incohérentes dont les Lenormant n'apportent pas la preuve. Ceux-ci se défendent de toute fraude et François Lenormant publie en 1855 dans le journal édité par son père, le Correspondant, un article intitulé « De l'authenticité des monuments découverts à la chapelle Saint-Éloi ». Finalement, il apparait aujourd’hui, au regard des publications qui relatent cette histoire, que le jeune François Lenormant fut l’auteur d'une fraude et que son père s’est volontairement « laissé prendre » à la supercherie, celle-ci confortant ses propres recherches scientifiques. Cet épisode est important, car il est le premier d’une série « d’incidents » de la carrière scientifique de François Lenormant. En 1882, peu avant la mort de François Lenormant, l'historien allemand Röehl publie « Franciscum Lenormant Inscriptionum falsarium », dans lequel il relève quatorze fraudes dans les publications de François Lenormant. Plus d'un siècle plus tard, Masson rapporte encore dans un article « Fausse liste de morts attiques inventée par François Lenormant, un érudit déconcertant », une fraude inédite. Elle n'avait pas été relevée par les historiens allemands, Mordtmann et Hermann Roehl, qui s’étaient mis en quête de les recenser dans les années 1880. Les recherches ont démontré que François Lenormant a sciemment fraudé et qu'il ne peut pas s'agir d'erreurs. Par exemple, en 1864, François Lenormant publie un article titré « Inscription grecque d'Antandros » qui aurait été découverte en Troade ; en 1865, il rédige un article sur des inscriptions à Pholégandros, mais ces deux articles reprennent en fait des inscriptions produites par un faussaire célèbre de l’époque, le Grec Simonides. Ainsi, selon l'historien Marc Bloch, il aurait présenté comme des originaux grecs des antiquités en réalité découvertes en France. 

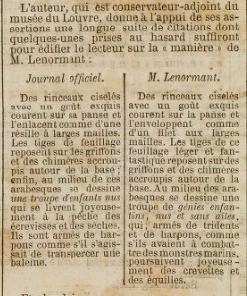
Extrait de « Le Pays : journal des volontés de la France », sur Gallica, 21 décembre 1869.

Enfin, François Lenormant est accusé de plagiat. Dans le numéro du journal Le Gaulois du 3 décembre 1869, on peut lire « M. Lenormant, bibliothécaire de l'Institut, a publié un ouvrage intitulé Chefs-d’œuvre de l'art antique, où l'on trouve non seulement des pages, mais des chapitres entiers de la Sculpture antique et moderne de MM. Louis et René Ménard », soixante pages seraient reprises mot pour mot. Un article virulent daté du 21 décembre 1869 du journal Le Pays est aussi titré : « Un prix de plagiat décerné par l’Académie Française ». L’auteur de l’article s'y fait l’écho de plusieurs accusations de plagiat contre Lenormant, dont notamment une accusation de plagiat des travaux de Mariette par le conservateur en chef du Cabinet des médailles, Henry Lavoix (1820-1892). L’article se termine par une liste des auteurs que Lenormant aurait plagié : « ainsi, les paons dont M. Lenormant a pris les plumes, sont : 1° M. Robiou; 2° MM. Ménard; 3° M. Mariette; 4° M. Frœhner; 5" M. Munck ; 6° M. Ubicini ».

## Œuvres principales
- Description des médailles et antiquités composant le cabinet de M. le Baron Behr, Hoffman, Paris, 1857.
- Sur l'origine chrétienne des inscriptions sinaïtiques in Journal Asiatique, XIII, 5e ser., Paris, 1859.
- Histoire des Massacres de Syrie en 1860, Hachette, Paris, 1861.
- La Révolution en Grèce, Paris, 1862.
- Essai sur l'organisation politique et économique de la monnaie dans l'antiquité, Paris, 1863.
- Description des antiquités égyptiennes, babyloniennes, assyriennes, mèdes, perses, phéniciennes, Ad. Laine et J. Havard, 1867.
- Chefs-d'œuvre de l'art antique. Paris, 1867-1868, (7 volumes)
- Histoire du peuple juif. Paris, 1869
- Notes sur un voyage en Égypte, Gauthier-Villars, Paris, 1870 (lire en ligne)
- Le déluge et l'épopée babylonienne. Paris, 1873
- Les premières civilisations, Paris, 1873, 2 vol. (tome 1. Archéologie préhistorique. Égypte), (tome 2. Chaldée & Assyrie. Phénicie)
- La magie chez les Chaldéens et les origines accadiennes, Paris, Maisonneuve & Cie, 1874
- La divination et la science des présages chez les Chaldéens, Paris, Maisonneuve & Cie, 1875
- La langue primitive de Chaldée et les idiomes touraniens. Paris, 1875 (lire en ligne)
- La monnaie dans l'antiquité, 3 tomes, A. Lévy libraire-éditeur, Paris, 1878-1879 (tome 1), (tome 2), (tome 3)
- À travers l'Apulie et la Lucanie : notes de voyage, 2 tomes, A. Lévy libraire-éditeur, Paris, 1883 (tome 1), (tome 2)
- La Genèse traduite d'après l'hébreu, avec distinction des éléments constitutifs du texte, suivi d'un essai de restitution des textes dont s'est servi le dernier rédacteur. Paris, 1884
- La Grande-Grèce. Paysage et histoire, 3 tomes, A. Lévy libraire-éditeur, Paris, 1881-1884 (tome 1. Littoral de la mer Ionienne), (tome 2. Littoral de la mer Ionienne), (tome 3. La Calabre)
- Les terres cuites de Tarente, in Gazette des Beaux-Arts, 1880, p. 201-114

## Prix et récompenses
- Prix numismatique de l'Académie des Inscriptions pour son essai Sur la classification des monnaies des Lagides[34]